# مسار هياشي

تظهر هذه المسارات العلاقة بين اللمعان ودرجة الحرارة لعدة نجوم قبل النسق الأساسي (الخطوط الزرقاء) ذات كتل مختلفة الخطوط الشبة افقية تمثل مسار هينيي، والخطوط والمنحنيات الرأسية مسارات هياشي. تلك التطورات في نجم ناشيء تتم كما هو مبين خلال الفترة الزمنية بين 100 ألف سنة و 100 مليون سنة الأولى من عمر نجم.

مسار هياشي هو مسار عمودي تقريبا لنجم أولي على مخطط هرتزبرونغ-راسل يمثل العلاقة بين اللمعان ودرجة الحرارة التي يرضخ لها نجم أولي كتلتة أقل من 3 كتلة شمسية في مرحلة نجم قبل النسق الأساسي خلال مراحل تطور النجم . التسمية نسبة لعالم الفيزياء الفلكية الياباني تشوشيرو هاياشي.
عند بداية تشكل النجم يكون باردا ومنخفض اللمعان بعد ذلك يبدأ النجم بالانكماش السريع ويصبح نجم تي الثور وترتفع حرارتة ويشتد سطوعة للغاية يواصل النجم بالانكماش، ولكن بشكل ابطاء بكثير خلال هذا الانكماش يرضخ النجم لما يسمى مسار هياشي للأسفل، ، ليصبح أقل سطوع بعدة مرات لكن مع بقاء درجة حرارة سطح النجم ثابتة تقريبا، حتى يدخل منطقة تطور الإشعاع، وعند هذه النقطة يبدأ النجم بإتباع مسار هنية، أو يبدأ الاندماج النووي، مما يجعل النجم يدخل النسق الأساسي.

شكل وموقع مسار هاياشي على مخطط هرتزبرونغ-راسل يعتمد على كتلة النجم وتركيبة الكيميائي ويكون النجم على طول مسار هياشي في حالة توازن الحمل الحراري.
- تفسير هذا الرسم البياني وتوضيح مسار هياشي تجده موجودا في مقالة مسار هينيي.

## تاريخ
في عام 1961، نشر البروفيسور تشوشيرو هياشي ورقتين علميتين  التي أدت إلى مفهوم نجم قبل النسق الأساسي وتشكل أساس الفهم الحديث لتطور النجم خلال مراحل تطورة المبكرة.أدركت هاياشي أن النموذج الموجود، الذي يفترض ان النجوم تكون في حالة توازن إشعاعي مع عدم وجود منطقة حمل حراري كبيرة، لا يمكن أن يفسر شكل نجوم فرع العملاقة الحمراء. ولذلك فقد استبدل النموذج بأضافة آثار مناطق الحراري السميكة الداخلية للنجم.
في كتاباتة عام 1961 ، أظهر هاياشي أن غلاف الحمل الحراري للنجم يحديد عن طريق:
{\displaystyle E=4\pi G^{3/2}(\mu H/k)^{5/2}M^{1/2}R^{3/2}P/T^{5/2}}
حيث E كمية لا بعدية وليست طاقة.

## المنطقة المحرمة وحد هياشي
المنطقة المحرمة هي منطقة على مخطط هرتزبرونغ-راسل على يمين مسار هياشي حيث لا يوجد نجوم في وضع التوازن الهيدروستاتيكي، بمعنى أخر ان النجم الأولي موجود على يسار حدود المنطقة المحرمة وتعرف هذة الحدود باسم حد هياشي.

## تشكيل النجوم
تتشكَّل النجوم عندما تنهار مناطق معينة من سحابة جزيئية عملاقة بتأثير ثقلها وتصبح نجوماً أوليَّة، يؤدي الانهيار إلى نشوء قوة جاذبية والتي تؤدي بدورها إلى ارتفاع درجة حرارة النجم الأولي، تحتاج هذه العملية إلى نحو 100 ألف عام تقريباً بالنسبة لنجم تصل كتلته إلى مثل كتلة الشمس، وتنتهي العملية عندما تصل درجة حرارة النجم لنحو 4 آلاف كلفن وهو الحد المعروف بحد هياشي، وفي هذه المرحلة تستمر النجوم المتشكلة في التقلص ولكن ببطء أكبر، وأثناء تقلصها يتناقص لمعانها نظراً لأن مساحة أقل من سطح النجم متاحة لإصدار الضوء، ويقدم مسار هياشي مخططاً للتغيُّر الناتج في درجة الحرارة والذي سيكون قليلاً مقارنة بالتغير في اللمعان بحيث يكون المخطط الناتج عمودياً تقريباً، بمعنى آخر ففي المخطط الذي يعبر عن مسار هياشي سيبدأ النجم مع درجة لمعان عالية ويتحرك لأسفل على طول المسار مع مرور الوقت.
تتبع النجوم ذات الكتل المنخفضة نسبياً مسار هياشي حتى يتقاطع المسار مع التسلسل الرئيسي المفترض، وعند هذه النقطة يبدأ اندماج الهيدروجين ويعود النجم ليتابع التسلسل الرئيسي، ولكن العديد من النجوم منخفضة الكتلة لا تحقق الشروط اللازمة لحدوث اندماج الهيدروجين وتصبح في النهاية أقزاماً بنية.
إنَّ النسق الأساسي في علم الفلك هو خط إحصائي للنجوم يشمل نحو 80% من نجوم الكون ويجمعها في رسم بياني بغرض تصنيفها من حيث اللون وشدة اللمعان، وتتميز نجوم النسق الأساسي بأن طاقة إشعاعها ناتجة عن تفاعلات الاندماج النووي للهيدروجين في قلب النجم وهي تفاعلات تستهلك الهدروجين وينتج عنها الهيليوم، ويسمى الرسم البياني الذي يجمع بين كتلة النجم ولونه الطيفي وشدة لمعانه "تصنيف هرتزشبرونغ – راسل، يتغير مقدار لمعان نجم من نجوم النسق الأساسي ولونه الطيفي بتقدم عمره ومقدار استهلاكه الكلي لوقوده من الهيدروجين الذي يتحول تدريجياً إلى الهيليوم، وأحياناً قد يتحول بعضه إلى كربون وأكسجين وغيرهما من العناصر الأثقل، أي أنه بمعرفتنا للمعان نجم في السماء ومعرفة لونه الطيفي يمكن تحديد كتلته ومعرفة التفاعلات التي تجري فيه وبالتالي تحديد عمره بدقة، وعن طريق تلك المعرفة للنجوم المختلفة الأحجام والأعمار في الكون توصلنا إلى معرفة أن الشمس من النجوم الصغيرة نسبياً وتمَّ تصنيفها على أنها "قزم أصفر" وأنَّها من أنواع النجوم التي يترواح عمرها بين 10 - 11 مليار سنة، وأن عمرها الآن يبلغ نحو 4.57 مليار سنة تقريباً فهي في منتصف دورتها العمرية، كذلك نعرف اليوم أن تقدم الشمس في العمر سيؤدي إلى انتفاخها وتحولها إلى عملاق أحمر وذلك بعد استهلاكها للجزء الأكبر من وقودها من الهيدروجين وتحوله إلى هيليوم.

## الاستنتاج
لا يمكن حساب الشكل والموقع الدقيق لمسار هياشي عددياً دون استخدام برامج كمبيوتر متطورة، ومع ذلك يمكن نظرياً توقع معظم خصائص المسار، في النماذج البسيطة المستخدمة من المفترض أن يتكون النجم من نواة حرارية داخل جو إشعاعي بالكامل، ويُفترض أنَّ الجزء الداخلي للحمل الحراري هو غاز أحادي الذرات مثالي ذو درجة حرارة ثابتة تماماً، وعلى الرغم من أن هذا النموذج أولي للغاية ونظري بحت، إلا أنَّ هذه الملاحظات النوعية مدعومة بالكامل من خلال عمليات المحاكاة العددية على الحاسب.
يحدث التوازن الهيدروستاتيكي عندما تتوازن قوة الجاذبية مع الضغط في الاتجاه المعاكس، فمثلاً قوة تدرُّج الضغط تمنع الغلاف الجوي من الانهيار ليصبح طبقة واحدة كثيفة كما تمنع قوة الجاذبية من تبعثر الغلاف الجوي إلى الفضاء الخارجي، وهكذا فالغلاف الجوي في حالة توازن هيدروستاتيكي، ويستخدم حالياً التوازن الهيدروستاتيكي كمعيار للتمييز بين الكواكب القزمة الصغيرة وغيرها من أجرام النظام الشمسي، بالإضافة لاستخدامات أخرى هامة في الفيزياء الكونية.